# The Vigil
The Vigil är ett musikalbum från 2013 med pianisten Chick Corea.

## Låtlista
All musik är skriven av Chick Corea.
1. Galaxy 32 Star 4 – 8:20
2. Planet Chia – 11:07
3. Portals to Forever – 16:04
4. Royalty – 9:19
5. Outside of Space – 5:00
6. Pledge for Peace – 17:36
7. Legacy – 10:00

## Medverkande
- Chick Corea – synthesizer, Moog synthesizer
- Charles Altura – gitarr
- Hadrien Feraud – elbas
- Tim Garland – basklarinett, flöjt, sopransax, tenorsax
- Marcus Gilmore – trummor
- Stanley Clarke – bas (spår 6)
- Ravi Coltrane – saxofon (spår 6)
- Gayle Moran Corea – sång (spår 5)
- Pernell Saturnino – slagverk (spår 1–3)